# Richard Koebner
Richard Koebner (* 29. August 1885 in Breslau; † 28. April 1958 in London) war ein deutsch-israelischer Historiker.

## Leben

### Die Zeit in Breslau
Der Sohn eines Arztes besuchte in Breslau das Maria-Magdalenen-Gymnasium. Zusammen mit dem späteren Kunsthistoriker Franz Landsberger bestand er 1903 das Abitur. Anschließend studierte er an den Universitäten in Berlin, Breslau und Genf. Seine Lehrer in Berlin waren die Historiker Hans Delbrück und Alfred Herrmann, die Philosophen Max Dessoir und Alois Riehl, der Nationalökonom Ignaz Jastrow und der Althistoriker Eduard Meyer, in Breslau der Soziologe Werner Sombart, der Psychologe Hermann Ebbinghaus und in Genf der Pädagoge Paul Duproix. Im Jahre 1911 promovierte Koebner in Berlin mit der Arbeit Die Eheauffassung des ausgehenden deutschen Mittelalters.
In Breslau habilitierte Richard Koebner sich 1919 mit der Schrift Die Anfänge des Gemeinwesens der Stadt Köln. Zur Entstehung und ältesten Geschichte des deutschen Städtewesens. Ab 1920 lehrte er an der Universität Breslau als Privatdozent, ab 1924 als außerordentlicher Professor. In den Wintersemestern 1930 bis 1933 übernahm er die Vertretung für Hermann Aubin, der in Kairo eine Gastprofessur für Mediävistik angenommen hatte. Durch sein eigenes breit gefächertes Studium waren Koebners Vorlesungen häufig interdisziplinär geprägt. So gehörten zu seinen Seminaren auch Interpretationen des Thomas von Aquin. Im April 1933 wurde Koebner aufgrund des NS-Gesetzes zur Wiederherstellung des Berufsbeamtentums aus dem Universitätsdienst entlassen. Er erhielt eine Berufung auf den Lehrstuhl für neue Geschichte an die junge Hebräische Universität Jerusalem und emigrierte.

### Die Zeit in Jerusalem
An seiner neuen Wirkungsstätte gründete Richard Koebner ein historisches Institut, dessen Leitung er übernahm. Nachdem er britischer Staatsbürger geworden war, konnte er noch einige Male nach Deutschland reisen und dort begonnene Studien fortsetzen. Er gehörte zu den Intellektuellen und Künstlern, die der jüdische „Kaufhauskönig“ Salman Schocken – 1934 von Berlin nach Jerusalem emigriert – um sich scharte. Zu diesem Kreis zählten der Historiker Hans Kohn und die Philosophen Hans Jonas und Leo Strauss; auch der Architekt Erich Mendelsohn und die Schriftstellerin Else Lasker-Schüler bereicherten das gesellschaftliche Leben deutscher Juden in der Emigration. Koebner schuf durch sein Wirken die Grundlagen der israelischen Geschichtswissenschaft. Zur Erinnerung an ihn wurde 1980 das „Richard-Koebner-Zentrum für Deutsche Geschichte“ an der Hebräischen Universität Jerusalem gegründet, das von der Minerva Stiftung unterstützt wird. Von 1986 bis 2012 war Moshe Zimmermann Direktor dieses Zentrums.
1954 emeritierte Koebner und zog nach London, wo er seine letzten Lebensjahre verbrachte. Ein Jahr vor seinem Tod erschien in Berlin in deutscher Sprache sein Werk Vom Schönen und seiner Wahrheit. Eine Analyse ästhetischer Erlebnisse, das er zusammen mit seiner Ehefrau Gertrud verfasst hatte. Gertrud hatte 1915 einen Bericht über ihre Gefangenschaft in Frankreich veröffentlicht.

## Schriften (Auswahl)
- Venantius Fortunatus. Seine Persönlichkeit und seine Stellung in der geistigen Kultur des Merowinger-Reiches. Leipzig/Berlin 1915 (Online).
- Der Widerstand Breslaus gegen Georg von Podiebrad (= Darstellungen und Quellen zur schlesischen Geschichte. Band 22),  Breslau 1916 (bereitgestellt durch die Schlesische Digitale Bibliothek).
- Die Anfänge des Gemeinwesens der Stadt Köln. Zur Entstehung und ältesten Geschichte des deutschen Städtewesens, Bonn 1922.
- Locatio. Zur Begriffssprache und Geschichte der deutschen Kolonisation. In: Zeitschrift des Vereins für Geschichte Schlesiens 63, 1929, S. 1–32.
- Hermann Reincke-Bloch. In: Zeitschrift des Vereins für Geschichte Schlesiens 63, 1929, S. 343–349.
- Das Problem der slawischen Burgsiedlung und die Oppelner Ausgrabungen. In: Zeitschrift des Vereins für Geschichte Schlesiens 65, 1931, S. 91–120.
- Deutsches Recht und deutsche Kolonisation in den Piastenländern. In: Vierteljahrschrift für Sozial- und Wirtschaftsgeschichte (VSWG) 25, 1932, S. 313–352.
- Despot and Despotism. Vicissitudes of a Political Term. In: Journal of the Warburg and Courtauld Institutes 14, 1951, S. 275–302.
- (mit Gertrud Koebner): Vom Schönen und seiner Wahrheit. Eine Analyse ästhetischer Erlebnisse, Berlin 1957 (in der Google Buchsuche).
- Empire, New York 1961.
- Imperialism. The story and significance of a word, 1840–1960, Cambridge 1964.
- German Towns and Slave Markets. In: Sylvia L. Thrupp (Hrsg.): Change in Medieval Society. Europe North of the Alps 1050–1500, Toronto 1988 (zuerst 1964), S. 30–46.